# Герб Одівелаша
Ге́рб Одіве́лаша — офіційний символ міста Одівелаш, Португалія. Використовується як територіальний герб. У срібному щиті чорний ведмідь, що стоїть на задніх лапах, із червоним озброєнням. Він перетятий навскіс перев'язом у червону і білу клітинку. Внизу щита три хвилясті смуги — синя, срібна і синя. Щит увінчує срібна мурована міська корона з п'ятьма вежами.  Під щитом біла стрічка, на якій великими літерами напис португальською: «município de Odivelas» (муніципалітет Одівелаш).  Офіційно затверджений 4 грудня 2008 року.  Герб символізує легенду, пов'язану із заснуванням Одівеласького монастиря: його заклав португальський король Дініш на знак подяки Богові за чудесний порятунок свого життя під час полювання на ведмедів.

## Галерея

Прапор

- ПрапорПрапор